# District Elbroesski
District Elbroesski (Russisch: Эльбру́сский райо́н) is een district in het zuidwesten van de Russische autonome republiek Kabardië-Balkarië. 
Het district heeft een oppervlakte van 1850,43 vierkante kilometer en een inwonertal van 36.260 in 2010. Het administratieve centrum bevindt zich in Tyrnyaoez.
Zoals de districtsbenaming al laat vermoeden, bevindt de Elbroes (5642 m), de hoogste berg van Europa, zich in dit landsgedeelte. 
Bestuurlijk centrum: Naltsjik

Steden: Baksan · Majski · Nartkala · Prochladny · Terek · Tsjegem · Tyrnyaoez

Districten: Baksanski · Elbroesski · Leskenski · Majski · Oervanski · Prochladnenski · Terski · Tsjegemski · Tsjerekski · Zolski